# Первый король Рима
«Первый король Рима» (итал. Il primo re) — итало-бельгийский исторический фильм-драма 2019 года режиссёра Маттео Ровере.

## Сюжет
В Старом Лации в 753 году до нашей эры внезапное наводнение привело к тому, что два брата-пастуха Ромул и Рем оказались на мели и были захвачены в рабство в Альба-Лонге. Они не могут смириться со своим положением, решая восстать и освободить других пленников-латинян и сабинян, а также взять в заложницы жрицу Весты Сатней, которая несёт с собой священный огонь. В конфликте из-за раненого Ромула Рем убивает латинского лидера и становится новым главой племени.
Племя пересекает Тибр и сжигает тело Рема на костре. Ромул клянётся построить самый большой и могущественный город в мире на пепелище своего брата. Он даёт городу имя Рим.
В финальных титрах анимированная карта показывает расширение территории, подчинённой Риму, до её пика при императоре Траяне в 117 году.

## В ролях
- Алессандро Борги —  Рем[4]
- Алессио Лапиче —  Ромул
- Фабрицио Ронджоне —  Ларс
- Массимилиано Росси —  Тефарий
- Таня Гаррибба —  Сатней
- Майкл Скерми —  Арант
- Макс Малатеста —  Вельтур

## Релиз
Премьера фильма состоялась 1 января 2019 года в Италии на канале 01 Distribution. Он был выпущен в Северной Америке на DVD и Blu-ray Disc компанией Well Go USA Entertainment 24 сентября 2019 года с оригинальным звуком и дублированной версией на английском языке, а в Великобритании компанией Signature Entertainment on 13 января 2020-го. В России фильм вышел в онлайн-кинотеатрах в декабре 2020 года (прокатчик «Экспонента Фильм»).